# Kapalua Resort
Het Kapalua Resort is een golf- en strandresort in de Verenigde Staten. Het resort werd opgericht in 1965 en bevindt zich in Kapalua, Hawaï.

## Golfbanen
Het resort beschikt over drie 18-holes golfbanen en hebben een eigen naam: de "Bay"-baan, de "Village"-baan en de "Plantation"-baan. De "Bay"-baan werd opgericht in 1965 en werd ontworpen door de golfbaanarchitecten Arnold Palmer en Francis Duane. De "Village"-baan werd opgericht in 1979 en ontworpen door Arnold Palmer. De "Plantation"-baan werd opgericht in 1991 en ontworpen door Ben Crenshaw.
De "Plantation"-baan heeft een par van 73 en is de enige golfbaan die gebruikt wordt voor de Amerikaanse PGA Tour.

### Scorekaarten
| Bay        | 72   |     |
| 6035       | 72,1 | 136 |
| 5533       | 69   | 129 |
| 4685       | 69,6 | 121 |
| Village    | 70   |     |
| 5832       | 71,5 | 134 |
| 5261       | 68,8 | 129 |
| 4695       | 70,9 | 122 |
| Plantation | 73   |     |
| 6777       | 74,9 | 138 |
| 5987       | 71,7 | 130 |
| 5145       | 73,2 | 129 |

| Golftoernooi heren |  | Heren |  | Dames |

## Golftoernooien
Voor het golftoernooi werd er altijd op de "Plantation"-baan gespeeld en voor de heren is de lengte van de baan 6777 m met een par van 73. De course rating is 74,9 en de slope rating is 138.
- Tournament of Champions: 1999-heden